# Mission impossible (jeu vidéo, 1990)
Pour les articles homonymes, voir Mission impossible.
Mission impossible (Mission: Impossible) est un jeu vidéo d'action tiré de la série télévisée du même nom. Il est développé et édité par Konami en 1990 en Amérique du Nord et en 1991 en Europe sur NES.